# Mariano Matamoros, Chiapas
Mariano Matamoros är en ort i Mexiko.   Den ligger i kommunen Venustiano Carranza och delstaten Chiapas, i den sydöstra delen av landet, 800 km öster om huvudstaden Mexico City. Mariano Matamoros ligger 1 051 meter över havet och antalet invånare är 1 566.
Terrängen runt Mariano Matamoros är lite bergig. Runt Mariano Matamoros är det ganska glesbefolkat, med 36 invånare per kvadratkilometer. Närmaste större samhälle är Teopisca, 13,6 km nordost om Mariano Matamoros. Omgivningarna runt Mariano Matamoros är en mosaik av jordbruksmark och naturlig växtlighet.